# Ernst Durig
Ernst Durig (* 29. Juni 1870 in Innsbruck; † 4. März 1965 ebenda) war ein österreichischer Jurist und Präsident des Verfassungsgerichtshofes.
Nach der Matura an der Theresianischen Akademie studierte Durig an der Universität Innsbruck Rechtswissenschaften und promovierte 1893 zum Dr. jur. Nach Jahren der Gerichtspraxis wurde er 1899 in das k.k. Ministerium der Justiz in Wien berufen und stieg dort 1912 zum Ministerialrat auf. 1918 wurde er von der Republik übernommen und 1919 zum Sektionschef, dem höchsten Beamtenrang, ernannt.
1925 schied Durig aus der Justizverwaltung aus und wurde zum Präsidenten des Oberlandesgerichts Innsbruck bestellt. 1930 wurde er zum Präsidenten des Verfassungsgerichtshofs (VfGH) berufen. 1933 veranlasste die nach der Ausschaltung des Nationalrates diktatorisch regierende Bundesregierung Dollfuß alle konservativen Richter zum Rücktritt. Sie unternahm auch nichts zur Nachbesetzung der vakanten Stellen, so dass der VfGH nicht mehr beschlussfähig war.
1934 schuf die Diktatur durch Zusammenlegung von VfGH und Verwaltungsgerichtshof den Bundesgerichtshof und ernannte Durig zu dessen Präsidenten. Mit dem „Anschluss“ Österreichs an NS-Deutschland wurde seine Funktion obsolet.
Bei der Wiedererrichtung des VfGH in der Zweiten Republik wurde Durig, wie bis 1934, wieder dessen Präsident und wurde 1946 vom bisherigen VfGH-Vizepräsidenten Ludwig Adamovich senior an der Spitze des Gerichtshofes abgelöst.
Ernst Durig engagierte sich in dieser Zeit intensiv im Trägerverein des Tiroler Landesmuseums Ferdinandeum, dessen Präsident er von 1946 bis 1965 war, und im Österreichischen Alpenverein. Die Stadt Innsbruck zeichnete ihn mit ihrem Ehrenring aus und benannte die Durigstraße nach ihm.

## Ehrungen
- 1936 Inhaber des Großkreuzes des österreichischen Verdienstordens[2]
- 1950 Ehrenring der Stadt Innsbruck
- 1966 Benennung einer neuen Verkehrsfläche in Innsbruck als Durigstraße[1]